# Slavkovce
Slavkovce és un poble i municipi d'Eslovàquia. Es troba a la regió de Košice, a l'est del país. La primera referència escrita de la vila data del 1315.

## Demografia
| Godina             | 1994 | 2004    | 2014    | 2024   |
| ------------------ | ---- | ------- | ------- | ------ |
| Nombre de persones | 513  | 609     | 674     | 739    |
| Diferència         |      | +18,71% | +10,67% | +9,64% |

| Godina             | 2023 | 2024   |
| ------------------ | ---- | ------ |
| Nombre de persones | 728  | 739    |
| Diferència         |      | +1,51% |